# Claviger foveolatus
Claviger foveolatus é uma espécie de inseto do gênero Claviger, pertencente à família Formicidae.